# Anheuser-Busch InBev
Anheuser-Busch InBev SA/NV (phát âm tiếng Hà Lan: [ˈɑnɦɔi̯zər ˈbuʃ ˈɪmbɛf], viết tắt là AB InBev) là một công ty nước giải khát và sản xuất rượu bia đa quốc gia có trụ sở ở Leuven, Bỉ. Hãng này là nhà sản xuất bia lớn nhất thế giới và có 25 phần trăm thị phần toàn cầu. AB InBev đã được hình thành thông qua ba vụ sáp nhập liên tục 4 tập đoàn sản xuất bia rượu quốc tế: Interbrew từ Bỉ, AmBev từ Brazil, Anheuser-Busch từ Hoa Kỳ và SAB Miller từ Nam Phi. Tập đoàn này có 16 nhãn hiệu mã mỗi nhãn hiệu tạo ta hơn 1 tỷ USD doanh thu mỗi năm. Công ty này sở hữu tổng cộng hơn 600 nhãn hiệu (2020). Danh mục nhãn hiệu của hãng này bao gồm Budweiser, Corona và Stella Artois, các thương hiệu quốc tế Beck's, Hoegaarden và Leffe và các thương hiệu trong nước như Bud Light, Skol, Brahma, Antarctica, Quilmes, Victoria, Modelo Especial, Michelob Ultra, Harbin, Sedrin, Klinskoye, Sibirskaya Korona, Chernigivske và Jupiler. Tổng doanh thu cho tất cả 200 nhãn hiệu AB InBev trong năm 2014 là hơn 47 tỷ USD. Tập đoàn này sử dụng hơn 155.000 người ở 25 quốc gia. Sau vụ sáp nhập của các công ty Hoa Kỳ Anheuser-Busch vào năm 2008, có trụ sở tại Saint Louis, Missouri, công ty bắt đầu báo cáo kết quả tài chính của mình bằng đô la Mỹ.
AB InBev niêm yết đầu tiên trên sàn Euronext Brussels và là một chỉ số cấu thành của BEL20. Hãng có niêm yết thứ cấp trên sở giao dịch chứng khoán New York. Cổ tức trên mỗi cổ phiếu tăng đều đặn từ 0,35 USD trong 2008-3,00 USD cho năm 2014. Tỷ lệ thanh toán tăng từ 26,3% lên 64,8% trong thời gian này. Thị phần của AB InBev, đi theo doanh số đồ uống bán ra, trên cơ sở quốc gia-quốc gia, được xuất bản bởi các công ty cho năm 2014. Mặc dù thị phần của hãng tại Hoa Kỳ là 47,2%, doanh số bán ra tại Brazil cao hơn. Tuy nhiên, cho tất cả Bắc Mỹ, doanh số kết hợp sẽ là cao nhất trong khu vực bất kỳ. AB InBev vận hành 140 nhà máy tại 10 thị trường hàng đầu của mình.

## Lịch sử
AB InBev đã được hình thành sau khi hãng bia Bỉ-Brazil InBev mua lại hãng bia Mỹ Anheuser-Busch. 
- Interbrew đã được thành lập vào năm 1987 từ sự sáp nhập của hai hãng sản xuất bia lớn nhất tại Bỉ: Artois và Piedboeuf. Hãng bia Artois, trước đây được gọi là Den Hoorn, đã được thành lập 1466. Năm 1995, Interbrew đã mua Công ty Labatt Brewing (thành lập năm 1847), hãng sản xuất bia lớn nhất ở Canada. Năm 2002 nó lại mua Beck (thành lập 1873), một trong những hãng bia của Đức bán chạy nhất thế giới.
- AmBev (viết tắt cho cho Companhia de Bebidas das Americas, hoặc "Beverages Company of the Americas") đã được thành lập vào năm 1999 với sự hợp nhất của hai nhà sản xuất bia lớn nhất Brazil, Nam Cực (thành lập năm 1880) và Brahma (thành lập năm 1886).
- Anheuser-Busch đã được thành lập vào năm 1860 tại St. Louis, Missouri, Hoa Kỳ, với tên Anheuser & Co.

Năm 2004, Interbrew và AmBev nhập lại thành nhà sản xuất bia lớn nhất thế giới, InBev. Các thỏa thuận có giá trị khoảng $ 11,5 tỉ, kết hợp (Ambev) nhà sản xuất bia lớn thứ 3 (Interbrew) thứ 5 thành hãng số 1 thế giới. Thỏa thuận này hợp nhất các thương hiệu hàng đầu từ Bỉ, Canada, Đức và Brazil.
Anheuser đã mua hãng Harbin, sản xuất hiệu bia Harbin 2004 và hãng Fujian Sedrin 2006, hiệu bia Sedrin, làm InBev ngày nay trở thành hãng bia lớn thứ 3 ở Trung Quốc (Thị trường tiêu thụ bia lớn nhất thế giới). Năm 2007, chi nhánh Labatt mua hãng Lakeport ở Canada, và InBev gia tăng chứng khoán tại QUINSA, làm vững chắc vị thế tập đoàn tại Argentina, Bolivia, Chile, Paraguay và Uruguay.
Năm 2008, InBev mua Anheuser-Busch với giá 52 tỉ USD, lập thành Anheuser–Busch InBev, trở thành một trong 5 hãng sản xuất sản phẩm tiêu thụ hàng đầu thế giới.
- SABMiller, mà có các hiệu bia Fosters, Pilsner Urquell, Grolsch, Miller, Coors, và Peroni,[8] là tập đoàn sản xuất bia lớn thứ 2 thế giới, chiếm gần 10% thị trường tiêu thụ bia toàn cầu.

Ngày 13 tháng 10 năm 2015, Anheuser-Busch InBev đã đồng ý với đối thủ của mình SABMiller, mua hãng này với giá 106 tỉ USD hay £70 tỉ, nếu không gặp trở ngại sẽ làm cho tập đoàn này chiếm gần 30% thị trường tiêu thụ bia thế giới.